# روبرت بيتش
روبرت بيتش (بالسلوفاكية: Róbert Pich) هو لاعب كرة قدم سلوفاكي في مركز الهجوم، ولد في 12 نوفمبر 1988 في سفيدنيك في سلوفاكيا. شارك مع منتخب سلوفاكيا تحت 21 سنة لكرة القدم. أما مع النوادي، فقد لعب مع شلوسك فروتسلاو ونادي جيلينا ونادي كايزرسلاوترن.

## وصلات خارجية
- روبرت بيتش على موقع الاتحاد الأوربي (الإنجليزية)
- روبرت بيتش على موقع قاعدة بيانات كرة القدم.إي يو (الإنجليزية)
- روبرت بيتش على موقع Soccerway.com (الإنجليزية)
- روبرت بيتش على موقع عالم كرة القدم.نت (الإنجليزية)